# 前田利久
前田 利久（まえだ としひさ）は、戦国時代から安土桃山時代にかけての武将。前田利春の長男。養子に前田利益（慶次郎）。

## 生涯
尾張国荒子城主・前田利春の長男として誕生した。
永禄3年（1560年）、父・利春が死去したため家督を継ぎ当主となる。利久には子がいなかったため弟安勝の娘を養女とし、その婿に自身の妻の甥（弟とも）とされる前田利益を迎え養子とした。
永禄12年（1569年）、主君・織田信長の命により家督を弟の利家に譲る。理由は利久に実子がなく、病弱のため「武者道少御無沙汰」の状態にあったからだという（村井重頼覚書）。この一件により、利家との仲が不和になったといわれ（後に和解したとされる）、利久の妻も前田家代々の家宝を渡すまいと抵抗したと伝わる。また、利久の重臣である荒子城代の奥村永福も荒子城の明け渡しを拒絶したが、主命で退去を命じられている。
その後は剃髪して蔵人入道と呼ばれ、天正11年（1583年）からは利家に仕え、その領地である能登七尾に移り、7千石を与えられる。利家が不在の時には金沢城代を代任するなどした。
天正15年（1587年9月16日）、死去（1583年没という説もある）。利家によって野田山の山頂付近に墓所が建てられた。